# Doazit
Doazit (gaskonsko Doasit) je naselje in občina v francoskem departmaju Landes regije Akvitanije. Naselje je leta 2009 imelo 904 prebivalce.

## Geografija
Kraj leži v pokrajini Gaskonji 28 km jugozahodno od Mont-de-Marsana, 39 km vzhodno od Daxa.

## Uprava
Občina Doazit skupaj s sosednjimi občinami Baigts, Bergouey, Caupenne, Hauriet, Lahosse, Larbey, Laurède, Maylis, Mugron, Nerbis, Saint-Aubin in Toulouzette sestavlja kanton Mugron s sedežem v Mugronu. Kanton je sestavni del okrožja Dax.

## Zanimivosti
- romansko-gotska cerkev sv. Janeza Krstnika iz 12. do 15. stoletja,
- notredamska cerkev, Doazit,
- cerkev sv. Martina, Mus.